# マウントエヴァンズ男爵
マウントエヴァンズ男爵（英語: Baron Mountevans）は、連合王国貴族の男爵位。テラノバ遠征の南極探検隊の副隊長として知られるエドワード・エヴァンズが1945年に叙されたのに始まる。

## 歴史
王立海軍軍人エドワード・エヴァンズ(1880–1957)は、1910年から1912年にかけてのテラノバ遠征においてロバート・スコット率いる南極探検隊の副隊長を務めた。エヴァンズは南極点へ向けて南緯87度32分まで到達したが、疲労が限界に達したため、隊長スコットの判断でそこから帰路に就いて生還した（一方隊長のスコットは南極点まで到達したが、その帰路に遭難して死亡した）。その後エヴァンズは海軍大将まで昇進し、1945年11月12日には連合王国貴族爵位カウンティ・オブ・ロンドンにおけるチェルシーのマウントエヴァンズ男爵(Baron Mountevans, of Chelsea in the County of London)に叙せられた。
初代男爵の死後、その長男リチャード・アンドボード・エヴァンズ(1918–1974)が2代男爵を継承し、2代男爵の死後はその長男エドワード・パトリック・ブローク・エヴァンズ(1943–2014)が3代男爵を継承した。
3代男爵には子供がなかったため、3代男爵の死後にはその弟であるジェフリー・リチャード・ド・コーバン・エヴァンズ(1948–)が4代男爵を継承した。彼は2012年から2013年までロンドン市シェリフを務め、2015年から2016年までロンドン市長(Lord Mayor of London)を務めた。2017年現在も彼が当主である。

## 現当主の保有爵位
現当主ジェフリー・エヴァンズは以下の爵位を保有している。
- カウンティ・オブ・ロンドンにおけるチェルシーの第4代マウントエヴァンズ男爵(4th Baron Mountevans, of Chelsea in the County of London)
(1945年11月12日の勅許状による連合王国貴族爵位)

## マウントエヴァンズ男爵 (1945年)
- 初代マウントエヴァンズ男爵エドワード・ラットクリフ・ガース・ラッセル・エヴァンズ (Edward Ratcliffe Garth Russell Evans, 1880–1957)
- 2代マウントエヴァンズ男爵リチャード・アンドボード・エヴァンズ (Richard Andvord Evans, 1918–1974)
- 3代マウントエヴァンズ男爵エドワード・パトリック・ブローク・エヴァンズ (Edward Patrick Broke Evans, 1943–2014)
- 4代マウントエヴァンズ男爵ジェフリー・リチャード・ド・コーバン・エヴァンズ（英語版） (Jeffrey Richard de Corban Evans, 1948-)[9]
  - 法定推定相続人は現当主の長男アレグザンダー・リチャード・アンドボード・エヴァンズ(Alexander Richard Andvord Evans, 1975-)